# Матија Змајевић
Матија Змајевић (рус. Матвей Кристифорович Змаевич; Пераст, 6. јануар 1680 — Тавров на Дону, 18. август 1735), Бокељ из Пераста, био је адмирал флоте Руске морнарице и члан Адмиралитета Царске Русије. Бродоградитељ и оснивач Каспијске флотиле. Један је од најпознатијих представника породице Змајевић, синовац надбискупа барског и примаса српског Андрије Змајевића, а син познатог поморца Кристифора (Крила, Крста) Змајевића. Вицко Змајевић, надбискуп барски и примас Србије и каснији надбискуп Задра му је био рођени брат и са њим се, из Русије, повремено дописивао.

## Биографија
Млађи брат задарског надбискупа Вицка и рођак барског црквеног прелата Андрије, јесте Матија Змајевић, у поморским и војничким подухватима свакако најзапаженији изданак ове истакнуте перашке фамилије. Наслеђујући породичну, али и поморску традицију роднога краја, Матија прве драгоцене спознаје о поморским вештинама стиче у родноме Перасту, где већ у раној младости заповеда очевим трговачким бродовима. Имао је четири брата и пет сестара, од којих је једна, Марија, била прва жена Вицка Бујовића.
Поморску је школу Марка Мартиновића завршио у родном Перасту. Већ са осамнаест година Матија заповеда очевим трговачким бродом. Године 1702, жени се са Агнес Висковић. Свадбу је обавио которски бискуп Марин Драго, на острву Госпа од Шкрпјела.
У време грађанских немира и учесталих сукоба између перашких породица Бујовић и Змајевић, у којима у уличним борбама гину истакнути перашки ратник Вицко Бујовић, Матија је због наводне умешаности у убиство у 28. години живота присиљен да напусти Пераст и млетачко државно подручје. Одлази у Дубровник те у Цариград, где заштиту налази код тамошњег руског амбасадора грофа Петра А. Толстоја, који га шаље са препоруком руском цару Петру Великом (1689-1725) у Карлове Вари, где је цар био на лечењу.
Године 1712, одлази у Русију, у Петроград, где је, као прворазредни поморски стручњак, ступио у службу Петра Великог. Затим једно време проводи у Финској, где се истиче у борби против Швеђана и добија звање контра-адмирала, па вицеадмирала. 30. априла 1716. године Петар Велики тражи од Млетачке републике да ослободи Матију Змајевића казне прогонства и конфискације. Године 1725, Матија поред још седамнаесторице одабраних, прима од царице Катарине тек установљено одликовање Св. Александра Невског, а 1727. године добија чин адмирала.
Године 1728, после смрти Петра Великог и царице Катарине, Матија бива неосновано оптужен и осуђен на смрт, због наводне проневере државног новца. У последњи је тренутак помилован и послат на Каспијско језеро. Међутим, превишњом потврдом само је деградиран у чин вицеадмирала и именован за гувернера Астраханске губерније у Русији, а затим премештен за главног командира луке у Таврову на Дону. У тешким условима Змајевић онде проводи последње године свог живота делујући на оснивању каспијске флотиле, која је након његове смрти и управо његовом заслугом извршила пресудну улогу у освајању јужних подручја Русије. Умро је 25. августа 1735. године у Таврову на Дону, а упркос жељи да буде сахрањен у родном Перасту, уз највише државне и војне почасти сахрањен је у католичкој цркви у Москви.

## Инцидент у Перасту
Општинска хроника наводи да се 6. маја 1709. године на градском тргу појавио Вицко Бујовић у пратњи сина и наоружаних стражара, те да је пред грађанима кренуо да вређа и изазива Матију Змајевића (Кристифоровог сина), судије, угледне Пераштане и цео град.
У општем метежу који је настао, Вицко је убијен заједно с пратњом. Виновници његовог убиства су се, током ноћи, склонили у кућу једног угледног грађанина који није учествовао у сукобу. Извесно је да само убиство није учињено на мах, већ је добро припремљено много пре непосредног повода. 
Доказ томе је и чињеница да су сви који су учествовали у сукобу били наоружани. Убице су дан после догађаја пребегле у Дубровник. На одговор Венеције о убиству свог начелника и грађанина није се чекало дуго. Осуђени су на смрт вешањем, а главе су им уцењене на целом подручју републике. Веће десеторице одлучило је да смртна пресуда може да се опозове тек након тридесет година прогонства, уз одговарајућу материјалну надокнаду рођацима убијених, али још петнаест година био им је забрањен повратак у Боку. То је значило доживотно прогонство из родног Пераста и сталну опасност по живот, док год су се налазили у близини поседа Венеције. Упркос залагањима папе, нико од оптужених није помилован.
Матија Змајевић, као првооптужени у процесу и најодговорнији за убиство, тешко је примио пресуду. Слао је писма породици о томе како му понестаје новца за боравак у Дубровнику и како се плаши освете. Вероватно се из тих разлога повезао с руским изаслаником у Истанбулу грофом Толстојем, кога је упознао у Перасту током поморске обуке руских кадета. Недуго затим прешао је у Истанбул у грофову службу, а онда су, током руско–турског рата, постали султанови заточеници. Срећа му је била наклоњена, па је затворску ћелију делио с грофом, на кога је његово држање и образовање оставило дубок утисак.

## Служба
Године 1714. Змајевић постаје капетан-комодор, учествује у бици код полуострва Ханко (као командант првог састава руских галија) те заробљава шест шведских ратних лађа и једну фрегату са шведским командантом. Тиме му је широм отворен пут ка стицању највиших чинова у руској морнарици. Унапређен је у контраадмирала 1719. године. Исте године са 143 ратна брода под својим вођством у одлучној бици наноси Швеђанима тежак пораз због чега Шведска мора да склопи Мир у Ништаду 1721. године. 1722. командант је лаке флоте, а 1723. поверено му је вођство над градњом речне флоте на Дону. 
На вест о царевој смрти (1725) Змајевић се враћа у Петроград, где му је приликом Петровог последњег испраћаја додељена част да у погребној поворци носи царску круну Романових. Царица Катарина I (1725-1727) Одликује Змајевића тек установљеним Велередом Александра Невског, а 1727. именује га адмиралом флоте, чиме је достигао највиши чин у руској морнарици.
На основу писама из 1727. године сазнаје се да је руска флота у доба Змајевићевог врховног заповједништва имала 17 великих линијских бродова, 145 галија, 30 бригатина и око 400 мањих пловних јединица. Према неким савременицима, Змајевић је током обављања највиших служби у руској морнарици саставио нацрт руског кодекса ратне и трговачке морнарице.

## Завештање
Још у време Матијина живота у Русији је боравио Матеј Караман, изасланик тадашњега задарског надбискупа Вицка Змајевића. После Матијине смрти Караман након повратка из Русије доноси адмиралов тестамент (писан 1730. у луци Тавров) те три ратна стега - Матијина одликовања за заслуге исказане у руској служби.
Матијин тестамент одаје његову оданост и приврженост родном Перасту и Боки. У тестаменту све што је стекао оставио је свом граду. Осим најближих чланова породице (брат Вицко уједно је и главни извршилац Матијиних посмртних жеља), поклоњене су бројне црквене установе и појединци из Боке. Тако, на пример, сребрно кандило са својим племићким грбом дарује цркви св. Николе у Перасту, а једну златну огрлицу и педесет дуката годишње in perpetuo дарује Перашкој цркви Госпе од Ружарија. Цркви Госпе од Шкрпјела дарује витешко одликовање, вероватно крст Александра Невског. Три ратне заставе, дар руских владара, спомиње у додатку тестамента и изричито наводи да се оне, заједно са осталим стварима, требају послати alla mia Patria. Једна од тих застава и похрањена је у Музеју града Пераста, а друге су двије нестале током Наполеонових ратова. Матијин мач годинама је коришћен у церемонијалне сврхе. Данас се заједно с мачем Вицка Бујовића чува у музеју у Будви.
Богата архивска грађа о Матијином делу у стварању руске морнарице похрањена је у руским архивама и делимично је обрађена. Његов животни пут, током којег је постигао највише части и одликовања, понајвише је везан уз руску војно-поморску историју.
Матијино порекло, учесталост веза са родним крајем и породицом, с којима су га цео избеглички живот повезивали осећаји дубоке привржености и оданости, сврставају га у Бокељску историју као једног од најзнаменитијих представника.